# Sisyrinchium piliferum
Sisyrinchium piliferum är en irisväxtart som beskrevs av Friedrich Wilhelm Klatt. Sisyrinchium piliferum ingår i släktet gräsliljor, och familjen irisväxter. Inga underarter finns listade i Catalogue of Life.